# Hugh Everett
Hugh Everett III [hjuː ˈɛvərɪt] (* 11. November 1930 in Washington, D.C.; † 19. Juli 1982 in McLean, Virginia) war ein US-amerikanischer Physiker, der im Zusammenhang mit der Viele-Welten-Interpretation der Quantenmechanik, die auf seine Arbeiten zurückgeht, bekannt geworden ist.

## Leben
Everett wuchs in Washington, DC auf. Er besuchte dort die St. John’s College High School, eine militärische Privatschule, und begann ein Studium des Chemieingenieurwesens an der Catholic University of America, welches er 1953 abschloss. Nebenbei hatte er auch Mathematik studiert. 1949 besuchte er ein Jahr lang seinen Vater in Deutschland. Dieser war im Zweiten Weltkrieg Lieutenant Colonel (Oberstleutnant) im Generalstab der 5. Armee der US-Army in Italien und später in Westdeutschland stationiert. Danach begann er ein Studium der Physik an der Princeton University, unter anderem bei Eugene Wigner und John Archibald Wheeler.
1955 machte Everett er seinen Masterabschluss und wurde 1956 bei John Archibald Wheeler promoviert, wobei er in seiner Dissertation The Theory of the Universal Wave Function eine Interpretation der Quantenmechanik einführte, die aber gleich auf Widerstand stieß, weil sie der damals vorherrschenden Kopenhagener Interpretation der Quantenmechanik widersprach, die im Wesentlichen von Niels Bohr formuliert worden war. Wheeler, der eng mit Bohr verbunden war, ließ die erste Fassung der Dissertation von Everett kürzen und überarbeiten, nachdem er bei einem Besuch in Kopenhagen im Mai 1956 von Bohr ein negatives Echo erfahren hatte. Der Promotionsausschuss erkannte im April 1957 eine gekürzte Fassung der ursprünglichen Dissertation an – nunmehr unter dem neuen Titel On the Foundations of Quantum Mechanics, so dass Everett im Juni 1957 promoviert wurde. In der gekürzten Fassung verlor die Dissertation viel von ihrer Überzeugungskraft. Sie wurde nochmals gekürzt und erschien 1957 unter dem Titel The relative state formulation of quantum mechanics in der Reviews of Modern Physics.
Die Arbeit erntete überwiegend negatives Echo. Physiker wie Wheeler kehrten aber immer wieder zu ihren Grundgedanken zurück. Im März und April 1959 besuchte Everett während eines Urlaubs auf Vermittlung von Wheeler Niels Bohr in Kopenhagen, stieß dort aber auf völlige Ablehnung. Eine erste Wiederbelebung fand die Theorie 1970 in einem Physics-Today-Aufsatz von Bryce S. DeWitt, der sie als „Viele-Welten-Interpretation“ auslegte und 1973 auch einen Sammelband mit der vollständigen ursprünglichen Version der Dissertation von Everett veröffentlichte. 1977 hielt Everett einen Vortrag über seine Theorie auf einer von Wheeler an der University of Texas at Austin organisierten Konferenz.
Everett wandte sich noch vor seiner Promotion von der Physik ab. Er begann ab 1956 für die neu gegründete Weapons System Evaluation Group (WSEG) des US-amerikanischen Verteidigungsministeriums (dem Institute for Defense Analyses zugeordnet) zu arbeiten. Unter anderem arbeitete er an Studien über großräumigen Fallout nach Kriegen mit Kernwaffen. Er war Leiter der Abteilung Mathematik und Physik bei der WSEG, bevor er 1964 zur Lambda Division der Defense Research Corporation im Arlington County wechselte, die auch auf zivilem Sektor beratend aktiv war. Nur ein Jahr später gründete er eine eigene Firma, die Lambda Corporation.
Im Frühjahr 1959 stellte er eine verallgemeinerte Lagrange-Multiplikator-Methode, auch Everett-Algorithmus genannt, zur Lösung komplexer logistischer Probleme im Operations Research vor, die er sowohl in seiner militärischen Forschung als auch später als Managementberater vielfach anwandte.
Everett gründete in den 60er und 70er Jahren einige Unternehmen, nach der Lambda Corporation z. B. 1973 die DBS Corporation in Arlington und später die Monowave Corporation, zusammen mit Elaine Tsiang (später Elaine Tsiang Reisner), einer ehemaligen Angestellten Everetts bei der Lambda Corporation, die bei Bryce DeWitt Physik studiert hatte. Die meisten seiner späteren Firmen befassten sich mit Softwareentwicklung oder waren beratend im Computerbereich tätig. Durch diese Unternehmungen wurde Everett zum Millionär. Heute besteht von den durch Everett gegründeten Unternehmen nur noch die Monowave Corporation (heute Sitz in Seattle, Staat Washington). Sie befasst sich mit Spracherkennung.
Everett lebte hauptsächlich im Fairfax County in Virginia. Er war ein starker Trinker, Kettenraucher und in späteren Jahren stark übergewichtig; starb im Schlaf an einem Herzinfarkt. Als engagierter Atheist hatte er darum gebeten, dass seine sterblichen Überreste nach seinem Tod im Müll entsorgt werden. Seine Frau bewahrte seine Asche einige Jahre in einer Urne in einem Aktenschrank im Esszimmer auf, bevor sie seinem Wunsch nachkam.
Hugh Everett war von 1957 bis zu seinem Tod mit Nancy Gore verheiratet. Sein Sohn Mark Oliver Everett (* 1963) ist der Gründer der Rockband Eels. Er berichtete in der BBC-Dokumentation Parallel Worlds, Parallel Lives über seinen Vater. Die Tochter Elizabeth (* 1957) war manisch-depressiv und beging 1996 Suizid. In ihrem Abschiedsbrief äußerte sie den Wunsch, ihre Asche könne, wie die ihres Vaters, auch über dem Müll ausgestreut werden, damit sie vielleicht in dem richtigen Paralleluniversum landen möge, um dort ihren Vater zu treffen.